# Caupolicana evansi
Caupolicana evansi là một loài Hymenoptera trong họ Colletidae. Loài này được Vergara & Michener mô tả khoa học năm 2004.